# Indywidualne Mistrzostwa Szwecji na Żużlu 1975
Indywidualne Mistrzostwa Szwecji na Żużlu 1975 – cykl turniejów żużlowych, mających wyłonić najlepszych żużlowców szwedzkich. Tytuł wywalczył Anders Michanek (Getingarna Sztokholm). 

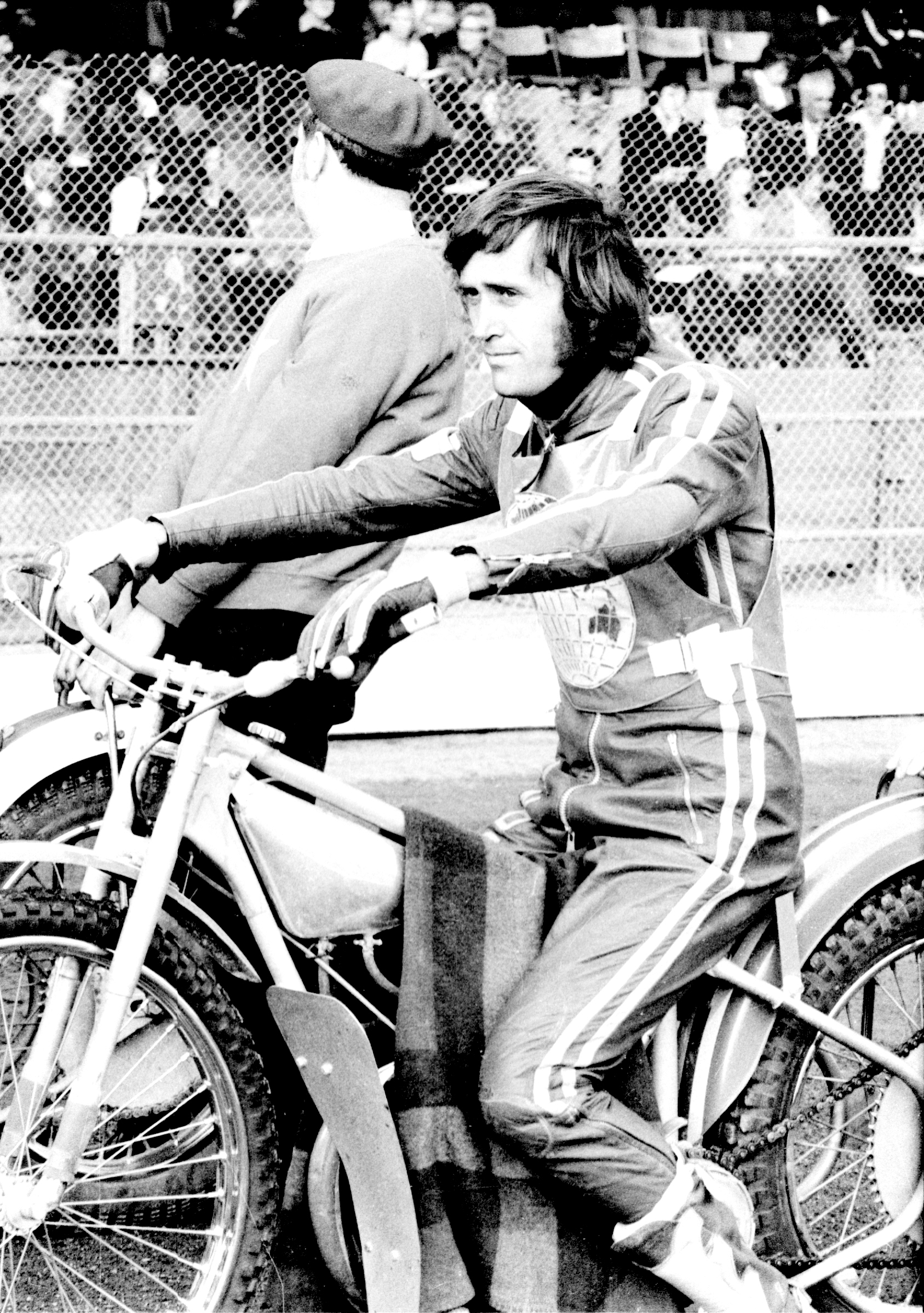
Anders Michanek - mistrz Szwecji 1975

## Finał
- Göteborg, 26 września 1975

| Msc. | Zawodnik             | Klub                 | Pkt   |  |  |
| ---- | -------------------- | -------------------- | ----- |  |  |
| 1    | Anders Michanek      | Getingarna Sztokholm | 15    |  |  |
| 2    | Hans Holmqvist       | Indianerna Kumla     | 13 +3 |  |  |
| 3    | Tommy Jansson        | Smederna Eskilstuna  | 13 +2 |  |  |
| 4    | Bernt Persson        | Indianerna Kumla     | 13 +1 |  |  |
| 5    | Sören Karlsson       | Vargarna Norrköping  | 8     |  |  |
| 6    | Jan Andersson        | Kaparna Göteborg     | 8     |  |  |
| 7    | Bengt Jansson        | Smederna Eskilstuna  | 8     |  |  |
| 8    | Bo Wirebrand         | Njudungarna Vetlanda | 7     |  |  |
| 9    | Jan Simensen         | Dackarna Målilla     | 7     |  |  |
| 10   | Stefan Salmonsson    | Smederna Eskilstuna  | 6     |  |  |
| 11   | Christer Sjösten     | Bysarna Visby        | 6     |  |  |
| 12   | Börje Klingberg      | Örnarna Mariestad    | 4     |  |  |
| 13   | Per Åke Gerhardsson  | Indianerna Kumla     | 4     |  |  |
| 14   | Karl Erik Claesson   | Örnarna Mariestad    | 4     |  |  |
| 15   | Kenneth Selmosson    | Kaparna Göteborg     | 3     |  |  |
| 16   | Berndt Johansson     | Bysarna Visby        | 1     |  |  |
| 15   | rez. Richard Hellsén | Getingarna Sztokholm | 0     |  |  |